# Matías Catalán
Matías Ezequiel Catalán Echevarria (ur. 19 sierpnia 1992 w Mar del Plata) – chilijski piłkarz pochodzenia argentyńskiego występujący na pozycji środkowego lub prawego obrońcy, reprezentant Chile, od 2022 roku zawodnik argentyńskiego Talleres.
Jego ojciec pochodzi z Chile, zaś matka z Argentyny.